# 肯赞·多吉
肯赞·多吉（宗喀語：རྒྱལ་མཚན་རྡོ་རྗེ，威利：rgyal mtshan rdo rje，Kinzang Dorji，1951年2月19日—）是2002年至2003年期间的不丹王国总理，他在2007年至2008年期间再次出任该职。
肯赞·多吉于2002年8月14日至2003年8月30日期间出任不丹王国总理。此后的2003年至2007年间，他担任不丹王国看守政府的工程与人员安置大臣一职。2007年8月3日，他在大选中取得胜利，接替辞职的坎杜·旺楚克再次出任总理一职。2008年4月9日，吉格梅·廷里接任肯赞·多吉出任不丹总理。